# Salomocnemis gerdae
Salomocnemis gerdae – gatunek ważki z rodziny pióronogowatych (Platycnemididae); jedyny przedstawiciel rodzaju Salomocnemis. Jest słabo zbadanym endemitem wyspy Guadalcanal (Wyspy Salomona).